# نيكولاس بارينتوس
نيكولاس بارينتوس (بالإسبانية: Nicolás Barrientos)‏ مواليد 24 أبريل 1987 في كالي، هو لاعب كرة مضرب كولومبي. وصل نهائي بطولة كلارو كولومبيا المفتوحة لكنه خسره

## النهائيات

### الزوجي: 1 (الوصافة 1)
| الحصيلة | الرقم | التاريخ       | الدورة                            | الأرضية | الشريك               | المنافس                  | النتيجة                    |
| ------- | ----- | ------------- | --------------------------------- | ------- | -------------------- | ------------------------ | -------------------------- |
| الوصافة | 1.    | 20 يوليو 2014 | كلارو كولومبيا المفتوحة، كولومبيا | صلبة    | خوان سيباستيان كابال | صامويل غروث كريس جيوشيون | 6–7(5–7), 7–6(7–3), [9–11] |

## الخط الزمني للزوجي
مفتاح
| ف | ن | ن.ن | ر.ن | د# | د.م | ل | أ.أ | ت | غ | ب | ف | ذ | م.خ | ل.ت |

(ف) فاز بالبطولة (ن) وصل النهائي (ن.ن) نصف النهائي (ر.ن) ربع النهائي (د#) الأدوار الأربعة الأولى (د.م) دور المجموعات (ل) شارك في كأس ديفيز (أ.أ) خرج من الأدوار الاولى (ت) خسر التصفيات التأهيلية (غ) غاب عن الحدث أو البطولة (ب) حصل على ميدالية برونزية (ف) حصل على ميدالية فضية (ذ) حصل على ميدالية ذهبية (م.خ) بطولة الماسترز خُفضت إلى مرتبة أقل (ل.ت) البطولة لم تعقد في السنة المعينة.
لتجنب الارتباك وازدواجية الحساب، يتم تحديث هذه المعلومات إما في نهاية البطولة، أو عندما تكون مشاركة اللاعب في البطولة قد انتهت.
| الدورة             | 2013 | 2014 | 2015 | م.ف   | ف-خ |
| ------------------ | ---- | ---- | ---- | ----- | --- |
| دورات الجراند سلام |      |      |      |       |     |
| أستراليا المفتوحة  | غ    | غ    | غ    | 0 / 0 | 0–0 |
| فرنسا المفتوحة     | غ    | غ    | غ    | 0 / 0 | 0–0 |
| بطولة ويمبلدون     | غ    | غ    | غ    | 0 / 0 | 0–0 |
| أمريكا المفتوحة    | غ    | د2   | غ    | 0 / 1 | 1–1 |
| فوز-خسارة          | 0–0  | 1-1  | 0–0  | 0 / 1 | 1–1 |

## روابط خارجية
- نيكولاس بارينتوس على موقع رابطة محترفي التنس (الإنجليزية)
- نيكولاس بارينتوس على موقع الاتحاد الدولي لكرة المضرب (الإنجليزية)
- نيكولاس بارينتوس على موقع كأس ديفيز (الإنجليزية)
- نيكولاس بارينتوس على موقع خلاصة التنس.كوم (الإنجليزية)